# Percival Davson
Percival May Davson (Georgetown, Guyana, 30 de setembre de 1877 – Paddington, Londres, 5 de desembre de 1959) va ser un tirador i tennista anglès que va competir a començaments del segle xx.
Com a tirador, va prendre part en dues edicions dels Jocs Olímpics. El 1908, a Londres, va disputar la prova d'espasa individual, en què quedà eliminat en sèries. Quatre any més tard, als Jocs d'Estocolm, disputà tres proves del programa d'esgrima. En la competició d'espasa per equips guanyà la medalla de plata, mentre en la d'espasa i floret individual quedà eliminat en sèries.
Com a tennista l'abril de 1913 guanyà el títol individual al British Covered Court Championships, en superar a la final a Erik Larsen en quatre sets. El 1919 va disputar la Copa Davis i aquell mateix any fou considerat el número 8 mundial per A. Wallis Myers del The Daily Telegraph.